# Doaresjávrre (Jokkmokks socken, Lappland)
Doaresjávrre, enligt tidigare ortografi Tåresjaure, är en sjö i Jokkmokks kommun i Lappland och ingår i Luleälvens huvudavrinningsområde. Sjön har en area på 0,105 kvadratkilometer och ligger 378 meter över havet.

## Delavrinningsområde
Doaresjávrre ingår i det delavrinningsområde (740489-171122) som SMHI kallar för Utloppet av Allakjaure. Medelhöjden är 384 meter över havet och ytan är 6,74 kvadratkilometer. Det finns ett avrinningsområde uppströms, och räknas det in blir den ackumulerade arean 27,73 kvadratkilometer. Allakjåhkå som avvattnar avrinningsområdet har biflödesordning 3, vilket innebär att vattnet flödar genom totalt 3 vattendrag (Gáldesjåhkå (Katisbäcken), Stora Luleälven, Lule älv) innan det når havet efter 174 kilometer. Avrinningsområdet består mestadels av skog (74 procent). Avrinningsområdet har 1,46 kvadratkilometer vattenytor vilket ger det en sjöprocent på 21,7 procent.